# Sandersleben (Anhalt)
Sandersleben (Anhalt) este un oraș în Saxonia-Anhalt, Germania